# 남자대탐험
《남자 대탐험》은 1996년 6월 12일부터 1996년 8월 1일까지 방영된 SBS 드라마 스페셜로, 남자들의 세계와 심리를 정면으로 다뤄 남자라는 존재에 대해 궁금한 점을 풀어가는 이색 소재의 드라마다.
이 드라마는 시청률 30%을 넘기며 흥행하였으나 억지스러운 인물 설정과 상황으로 비난을 받았고, 불륜에 치중하여 논란이 되었다. 또한 방송위원회로부터 성적 암시와 불륜 미화로 불건전한 남녀관계를 묘사하여 혼인의 신성함과 건전한 가족의 가치를 저해했다는 이유로 시청자에 대한 사과 및 책임자 징계를 명령하는 등 중징계를 내렸으며, 1996년 최악의 드라마 4위에 선정되는 불명예를 안아야 했다.

## 등장 인물

### 주요 인물
- 변우민 : 강영웅 역

소시민적인 삶을 사는 소심한 남자. 짝사랑만 하지만 번번이 실패한다. 재수생 시절 대학 축제에 놀러갔다가 만난 진주에게 반하지만 차인다. 진주를 만나기 위해 대학에 합격, 진주가 활동하는 연극반에 들어가지만 선배들 밑에서 몸종 같은 생활만 하게 된다. 군에 입대하여 휴가 때마다 진주의 어머니를 보살피는 작전을 펴지만 결국 성공에게 진주를 뺏긴다. 임신했다고 거짓말을 한 순정과 결혼하지만 진주를 잊지 못하고 진주에게 돌아간다.
- 정하완 : 나성공 역

이기적인 남자. 강영웅의 군대 동기이자 라이벌. 약삭 빠르며 출세를 위해 수단과 방법을 가리지 않는 남자이다. 진주의 거짓 임신으로 결혼을 하지만 진주의 불우한 과거를 알게 되자 실망한다. 집을 나가 호텔에서 다른 여자와 생활하고 결국 이혼한다.
- 김남주 : 오진주 역

공주병에 걸린 여자. 못 사는 집안의 후처로 들어간 어머니를 두어 시집을 잘 가는 것만이 유일한 탈출구라고 여긴다. 없는 돈에도 외모를 가꾸는 데 아끼지 않고 남자를 고를 때에도 사랑보다 조건을 따지는, 신데렐라 콤플렉스에 빠진 여자이다. 영웅과 사랑하지만 그를 버리고 조건이 좋은 남자 성공과 결혼하지만 이혼당한다. 콩팥 질환으로 이식 수술을 받았으나 또 다시 간암에 걸려 시한부 선고를 받고 순정에게 영웅을 부탁한다.
- 임상아 : 이순정 역

남자 같은 여자. 건축공학과 여대생. 졸부의 딸이면서도 별로 티를 내지 않을 정도로 속이 깊다. 별 볼 일 없는 남자 영웅을 사랑하지만 그가 진주를 좋아한다는 것을 알고는 말 한 마디 제대로 못 건넨다. 영웅이 진주에게 버림받았다는 사실을 알고 그의 곁으로 돌아오는 가슴이 넓은 여자이다. 아버지에게 부탁하여 실업자 영웅을 구제하고, 임신을 했다고 거짓말을 하여 영웅과 결혼하지만 이혼 후 초등학교 동창 철민과 결혼한다.

### 영웅네
- 박규채 : 강정국 역 - 강영웅의 할아버지
- 임현식 : 강대공 역 - 강영웅의 아버지
- 김용선 : 강영웅의 어머니 역

### 순정네
- 이종만 : 이순정의 아버지 역 - 회사 사장
- 남윤정 : 이순정의 어머니 역

### 주변 인물
- 성현아 : 유맹희 역 - 이순정의 친구
- 곽정희 : 김금례 역
- 김규리 : 혜민 역
- 김명민 : 김개동 역
- 김성실 : 기영 역
- 김은영 : 유맹희의 어머니 역
- 김형자 : 박청자 역
- 김홍석 : 김격무 역
- 맹호림 : 유맹희의 아버지 역
- 박영지 : 나성공의 아버지 역
- 서혜원 : 은지 역
- 성동일 : 김철수 역
- 유준상 : 강호걸 역
- 윤예희 : 춘자 역
- 이승형 : 구차일 역
- 차광수 : 철민 역
- 최유미 : 강공주 역
- 최준용 : 진만두 역 - 강영웅의 친구, 유맹희의 남자친구
- 한경선 : 이연정 역
- 한영숙 : 나성공의 어머니 역
- 황범식 : 춘발 역
- 홍여진 : 양명분 역 - 다방 마담, 대공의 내연녀
- 홍진희 : 황진이 역 - 영웅의 상사

### 그 외 인물
- 강승연
- 고진명
- 국정환
- 권도경
- 금보라
- 김경미
- 김경애
- 김나운
- 김단비
- 김남진
- 김민조
- 김성은
- 김수연
- 김충렬
- 김영규
- 김찬우
- 김홍표
- 김희정
- 나영희
- 나현희
- 남영진
- 라재웅
- 민경조
- 박남현
- 박소현
- 박종설
- 박철
- 박형준
- 성창훈
- 순동운
- 원기준
- 윤기원
- 정욱
- 유선애
- 은경
- 이남주
- 이도훈
- 이명숙
- 이상아
- 이상은
- 이숙
- 이시은
- 이재포
- 이종국
- 이진아
- 이철규
- 임유진
- 임채연
- 장은비
- 조민기
- 조성범
- 조성숙
- 조중기
- 최혜경
- 황재석
- 현규환

## 편성 변경
- 1996년 7월 31일 : 1996년 하계 올림픽 배드민턴 여자복식 결승전 중계 편성 관계로 1시간 앞당겨진 8시 50분에 방송
- 1996년 8월 1일 : 1996년 하계 올림픽 배드민턴 남녀개인, 혼합복식 결승전 중계 편성 관계로 1시간 앞당겨진 8시 50분에 방송

## 참고 사항
- 당초 조민기(강영웅 역), 류시원(박형진 역), 지수원(신진주 역), 성현아(이수연 역)이 주인공으로 내정되었으나,[5] 방영 전 기획안을 만들었던 작가 문경심과 강영웅 역의 조민기가 건강 문제로 하차하자 덩달아 류시원과 지수원도 하차하는 홍역을 겪었다.[6]
- 이 과정에서 배역명이 박형진, 신진주, 이수연에서 각각 나성공, 오진주, 이순정으로 바뀌면서 성현아는 조연으로 밀려나고[7] 임상아는 이순정 역으로 낙점되었다.